# Éditions Nous
Nous est une maison d'édition à gestion associative créée en 1999,.

## Présentation
Nous présente à son catalogue près de 100 titres (philosophie, politique, poésie, voyage, photo) dans différentes collections, « Now », « hors », « disparate », « Antiphilosophique Collection », « Via », « captures », « Nobis », et édite la revue Grumeaux,,.
La maison Nous repose sur le travail de deux personnes.
Elle participe avec ses auteurs à des lectures, rencontres en librairie. Elle est présente dans différents salons,.

## Auteurs publiés

### Now
- Andreï Biély
- Robert Creeley
- E. E. Cummings[9]
- Milo de Angelis (en)
- Jacques Demarcq
- Gerard Manley Hopkins
- Elio Pagliarani[10].
- Pier Paolo Pasolini
- Oskar Pastior[11]
- Jacques Roubaud
- Gertrude Stein
- Sylvie Taussig
- Andrea Zanzotto

### Hors
- Theodor W. Adorno
- Bernard Aspe[12]
- Alain Badiou
- Judith Balso
- Philippe Beck
- Walter Benjamin[13]
- Benoît Casas
- Paul Celan
- Collectif pour l'intervention[14]
- Jean-Patrice Courtois[15]
- Jean Daive
- Antoine Dufeu[16]
- Aurélie Foglia-Loiseleur
- Luis de Miranda
- Pier Paolo Pasolini
- Jacques Roubaud
- Gérard Wajcman
- Slavoj Žižek

### Disparate
- Jacques Barbaut
- Rémi Bouthonnier
- Philippe Boutibonnes
- Dominique Buisset
- Francis Cohen[17]
- Frédéric Forte[18],[19]
- Alain Jugnon
- Hervé Le Tellier[20],[21]
- Christophe Manon
- Jean-Claude Mattrat
- Pauline Von Aesch[22]

### Antiphilosophique Collection
- Bernard Aspe[12]
- Alain Badiou
- Mehdi Belhaj Kacem
- Luc Benazet[23]
- Benoît Casas
- Mladen Dolar (en)
- Jacques Jouet
- Gérard Wajcman
- Slavoj Žižek
- Alenka Zupančič (en)

### Via
- Chateaubriand
- Alexandre Dumas
- Curzio Malaparte
- Maupassant
- Sade
- Elio Vittorini

### Captures
- Bénédicte Hébert
- Eustachy Kossakowski

### Nobis
- Ovide